# Conjecture d'Andrews-Curtis
En mathématiques, la conjecture d'Andrews-Curtis affirme que toute présentation équilibrée du groupe trivial peut être transformée en une présentation triviale par une série de transformations de Nielsen sur les relateurs avec des conjugaisons de relateurs (Andrews et Curtis 1965). Il est difficile de réaliser si la conjecture est satisfaite par une présentation équilibrée donnée.
Bien qu'il soit communément admis que la conjecture de Andrews-Curtis est fausse, il n'existe aucun contre-exemple connu, et il n'existe pas non plus beaucoup de pistes pour trouver de possibles contre-exemples. Il est par contre établi que la conjecture de Zeeman sur la collapsibilité implique la conjecture d'Andrews-Curtis.